# Digital Devil Story: Megami Tensei II
Digital Devil Story: Megami Tensei II (デジタル・デビル物語 女神転生II?, Dejitaru Debiru Sutōrī: Megami Tensei II) è il sequel di Digital Devil Story: Megami Tensei. È stato pubblicato dalla Namco nel 1990 per Nintendo Entertainment System ed è il secondo titolo della serie Megami Tensei. Si tratta del primo gioco della serie a non essere tratto da un romanzo di Aya Nishitani, benché mantenga le principali caratteristiche dei giochi che l'hanno preceduto.
Insieme a Digital Devil Story: Megami Tensei, di questo gioco è stato realizzato un remake dalla Atlus e pubblicati in un'unica cartuccia intitolata Kyūyaku Megami Tensei (旧約・女神転生?, lett. "Megami Tensei: Il vecchio testamento"), che è stato pubblicato nel 1994 per Super Famicom. Questa nuova versione del gioco è caratterizzata da una grafica migliorata ed una mappa del mondo maggiormente dettagliata.